# Ubera
Ubera es una entidad de población española del municipio de Vergara, perteneciente a la provincia de Guipúzcoa, en la comunidad autónoma del País Vasco.

## Toponimia
El lugar puede aparecer referido como «Ubera» y «Jaolaza».

## Historia
Hacia 1860, el lugar, un barrio por entonces perteneciente a Elgueta, tenía contabilizada una población de 640 habitantes. Aparece descrito en el Diccionario histórico-geográfico-descriptivo de los pueblos, valles, partidos, alcaldías y uniones de Guipúzcoa de Pablo de Gorosábel con las siguientes palabras:

UBERA: barrio de la jurisdiccion de la villa de Elgueta, llamado tambien Jaolaza. Se halla situado á la parte que mira al oriente, ó sea hácia Vergara, por cuyo centro pasa el camino de coches que va á Vizcaya; y se compone de diferentes caserios de labranza y una ermita de la advocacion de San Pablo, con 640 habitantes. Su poblacion forma verdaderamente un valle; por que es el centro de las montañas que dividen á Anguiozar por el sur, y la parte de Placencia por el septentrional, distando de las alturas de ambos lados como una hora de camino. Este barrio recurrió por los años de 1824 al consejo real de la cámara, solicitando la ereccion de una parroquia mediante la creacion de un título beneficial dotado de los frutos decimales. Opúsose á este último extremo el conde de Oñate en su calidad de patrono de la iglesia matriz de Santa María de Elgueta, y como tal preceptor de los diezmos. Esto no obstante, se dió por el obispo de Calahorra en 24 de diciembre de 1826 un auto, mandando la ereccion de la ermita de San Pablo en parroquia filial dependiente de la citada matriz, creándose para ello el título solicitado. Pero, sea por la oposicion del conde, sea por las vicisitudes de la época, no se ha llevado á efecto la expresada ereccion de la parroquia; y el barrio sostiene para la celebracion de la misa á un sacerdote por medio de los diezmos con que le contribuye. Tiene una escuela incompleta de niños de ambos sexos, dotada con 2180 reales anuales, pagados de los fondos públicos.
(Gorosábel, 1862, pp. 560-561)

En la actualidad, pertenece al municipio de Vergara. En 2023, la entidad singular de población tenía empadronados 132 habitantes y el núcleo de población, ninguno.